# Ornithoica
Ornithoica là một chi ruồi hút máu thuộc họ ruồi rận Hippoboscidae. Có 23 loài.. Chúng đều sống ký sinh trên chim...

## Phân bố
Ornithoica xuất hiện rộng khắp trừ Châu Nam Cực, tuy nhiên phần lớn các loài tìm thấy ở đông Nam Á.

## Phân loại
- Chi Ornithoica Róndani, 1878

- Phân chi Ornithoica Róndani, 1878

- O. unicolor Speiser, 1900
- O. confluenta (Say, 1823)
- O. podicipis Von Roder, 1892
- O. beccariina Róndani, 1878
- O. caleconica Sinclair, 1997
- O. turdi (Latreille, 1812)
- O. vicina (Walker, 1849)
- O. zamicra Maa, 1966
- O. rabori Maa, 1966
- O. bistativa Maa, 1966
- O. philippinensis Ferris, 1927
- O. stipituri (Schiner, 1868)
- O. tridens Maa, 1966
- O. momiyamai Kishida, 1932
- O. simplicis Maa, 1966
- O. hovana Maa, 1966
- O. exilis (Walker, 1861)
- O. podargi Maa, 1966
- O. aequisenta aequisenta Maa, 1966

- O. aequisenta hystricosa Maa & Marshall, 1981

- O. punctatissima Maa, 1966
- O. pusilla (Schiner, 1868)

- Phân chi Lobolepis Maa, 1966

- O. submicans Maa, 1963
- O. curvata Maa, 1963
- O. hirtisternum Maa, 1963